# Weidenblättriges Ochsenauge
Das Weidenblättrige Ochsenauge (Buphthalmum salicifolium), auch Ochsenauge, Weidenblatt-Rindsauge oder Rindsauge genannt, ist eine Pflanzenart aus der Gattung Ochsenaugen (Buphthalmum) innerhalb der Familie der Korbblütler (Asteraceae).

## Beschreibung

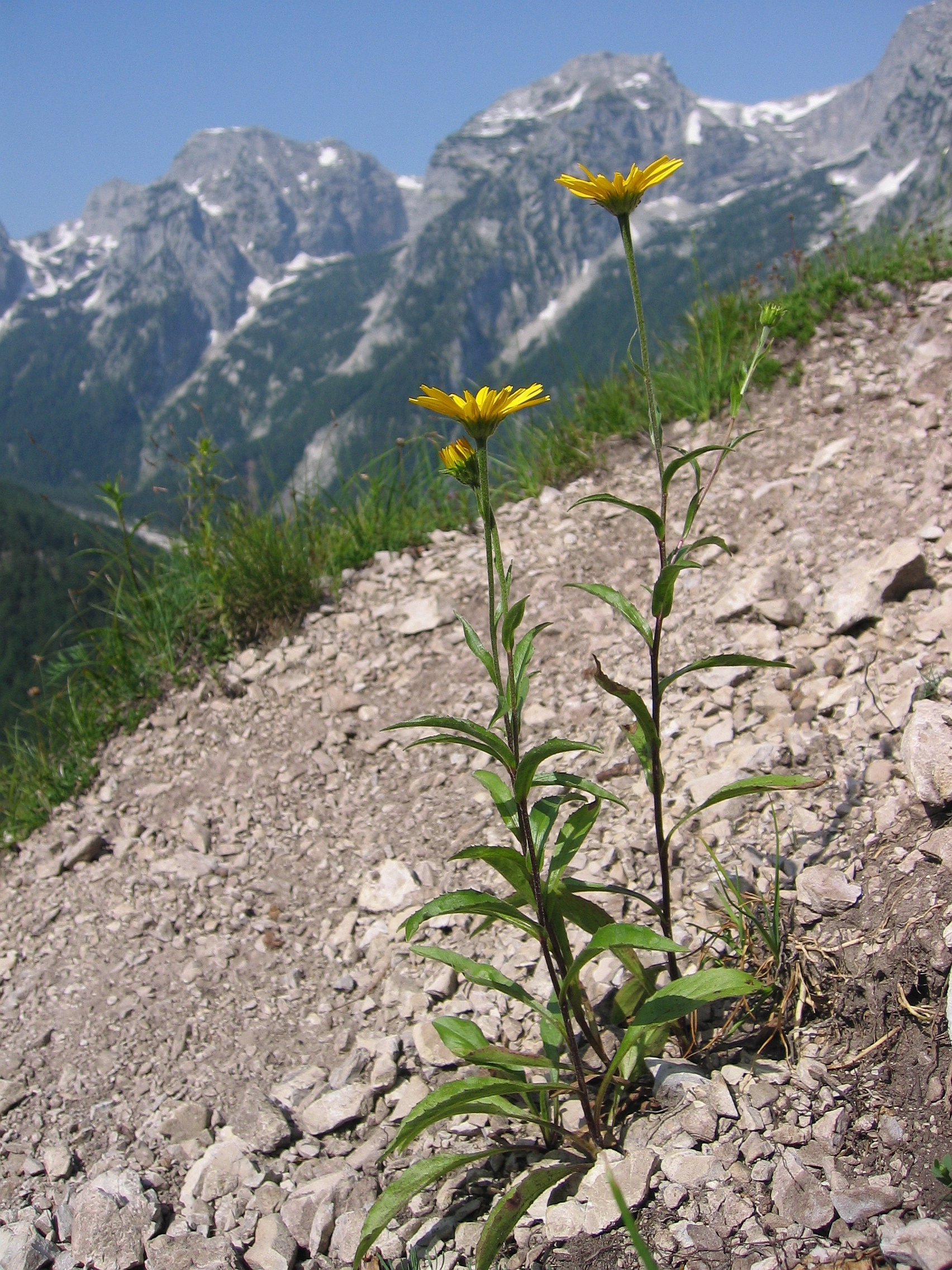
Habitus im Habitat

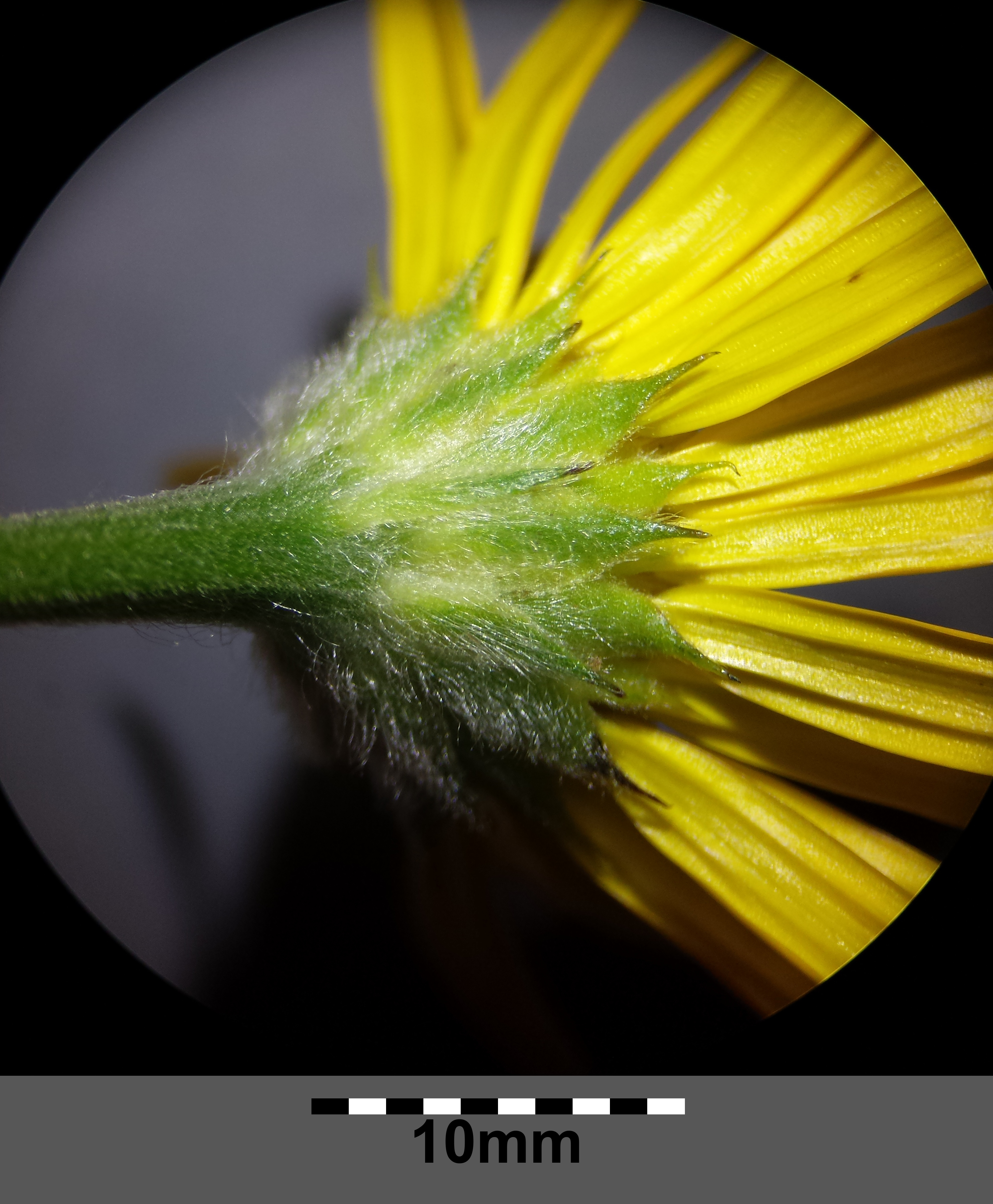
Dreireihige Korbhülle mit untereinander ungefähr gleich langen, zugespitzten Hüllblättern.

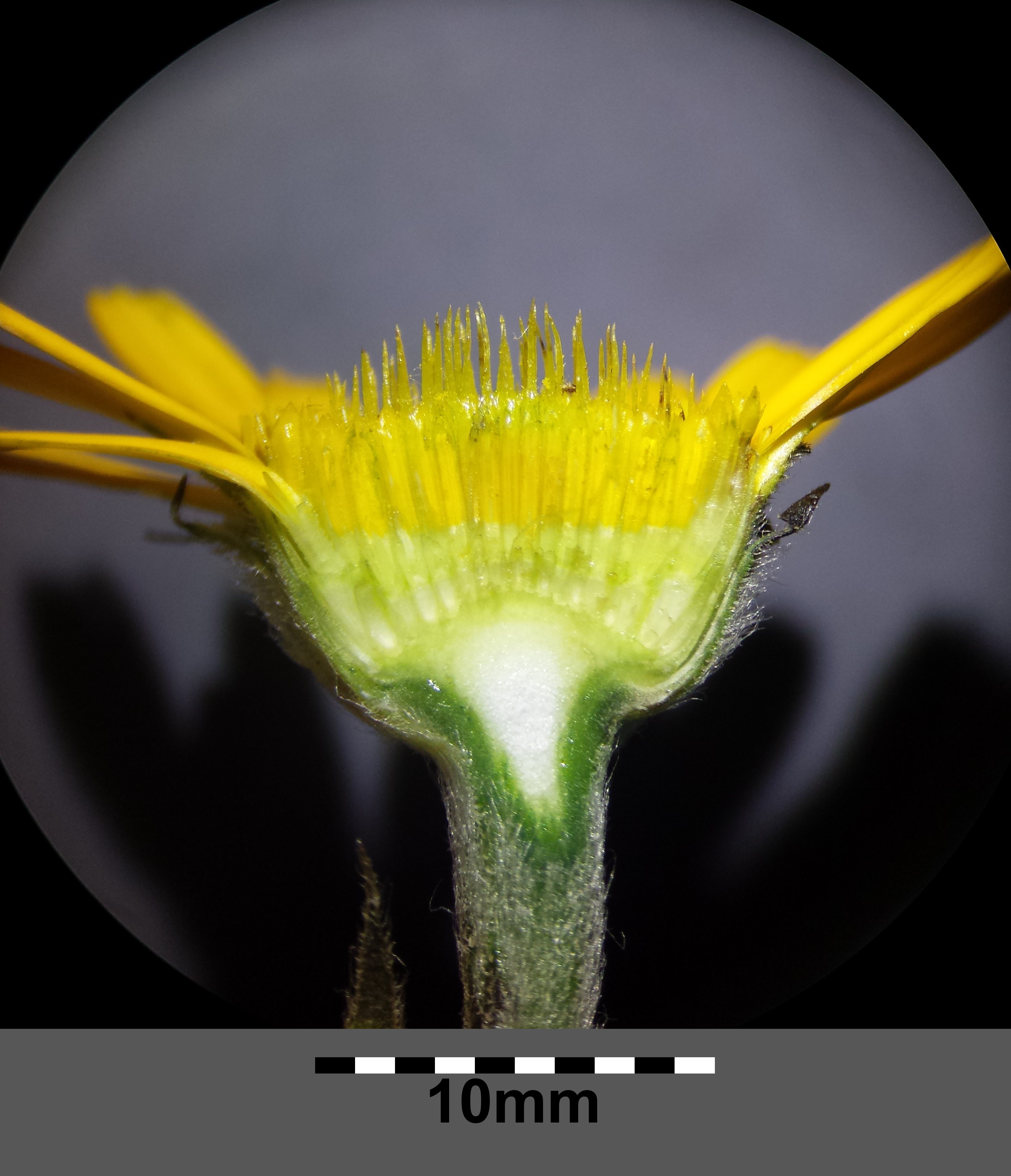
Durchgeschnittener Blütenkorb: die Röhrenblüten werden von ihren Spreublättern deutlich überragt.

### Vegetative Merkmale
Das Weidenblättrige Ochsenauge wächst als ausdauernde krautige Pflanze und erreicht Wuchshöhen von 30 bis 60 Zentimetern. Der aufrechte, meist verzweigte, kurz behaarte Stängel ist gleichmäßig wechselständig beblättert und unter dem Körbchen hohl.
Von den wechselständig am Stängel angeordneten Laubblätter sind die unteren lang gestielt und die obersten mit verschmälertem Grund sitzend. Die einfache Blattspreite ist lanzettlich bis verkehrt-eilanzettlich, ganzrandig oder fein gezähnt und schütter behaart.

### Generative Merkmale
Die Blütezeit reicht von Mai bis September. Die Blütenkörbe stehen einzeln oder zu wenigen am Stängelende. Die Zunge der Zungenblüten ist goldgelb, 2,5 Millimeter breit und 11 bis 16 Millimeter lang.
Von den 3 bis 4 Millimeter langen Achänen, die äußeren dreikantig-geflügelt. Der häutige Pappus ist nur etwa 0,5 Millimeter lang.
Die Chromosomenzahl beträgt 2n = 20.

### Verwechslungsmöglichkeiten
Das Weidenblättrige Ochsenauge hat Ähnlichkeit mit der Färberkamille sowie recht große Ähnlichkeit mit dem Weidenblättrigen Alant, wurde früher auch als „Alant“ bezeichnet und wird von Unkundigen nicht selten mit Arnika verwechselt. Bei Arnika sind die Laubblätter jedoch gegenständig.

## Vorkommen
Die zwei Unterarten von Buphthalmum salicifolium kommen von den Alpen und Voralpen in Frankreich, in Italien, in der Schweiz, Deutschland, Österreich bis Belgien, Tschechien, der Slowakei, Ungarn und auf der Balkanhalbinselvor. In Österreich kommt das Weidenblättrige Ochsenauge häufig bis sehr häufig in allen Bundesländern vor. In der Schweiz ist sie ebenso verbreitet. In den Allgäuer Alpen steigt das Weidenblättrige Ochsenauge im Tiroler Teil an der Rotwand bei Elbigenalp bis zu einer Höhenlage von 2000 Meter auf.
Diese kalkstete Pflanzenart gedeiht am besten auf Kalk-Magerrasen, (selten in Feuchtwiesen), trockenen Wäldern von der submontanen bis subalpinen Höhenstufe. Das Weidenblättrige Ochsenauge ist in Hochlagen eine Art der Seslerietalia-Gesellschaften, in tieferen Lagen in Pflanzengesellschaften der Verbände Mesobromion, Molinion, Erico-Pinion oder Geranion sanguinei.
Die ökologischen Zeigerwerte nach Landolt & al. 2010 sind in der Schweiz: Feuchtezahl F = 2w+ (mäßig trocken aber stark wechselnd), Lichtzahl L = 3 (halbschattig), Reaktionszahl R = 4 (neutral bis basisch), Temperaturzahl T = 3 (montan), Nährstoffzahl N = 2 (nährstoffarm), Kontinentalitätszahl K = 4 (subkontinental).

## Systematik
Die Erstveröffentlichung von Buphthalmum salicifolium erfolgte 1753 in Species Plantarum, Tomus I, S. 904.
Je nach Autor gibt es etwa zwei Unterarten:
- Buphthalmum salicifolium L. subsp. salicifolium: Sie kommt von in den Alpen und Voralpen in Frankreich, in Italien, in der Schweiz, Deutschland, Österreich, Belgien, Tschechien, der Slowakei, Ungarn und auf der Balkanhalbinsel.[2]
- Buphthalmum salicifolium subsp. flexile (Bertol.) Garbari (Syn.: Buphthalmum flexile Bertol.): Sie kommt in Frankreich und in Italien vor.[2]